# Филмографија Бредлија Купера
Бредли Купер је амерички глумац и редитељ. Каријеру је започео појављивањем у епизоди ситкома Секс и град (1999) и као водитељ туристичке емисије Глоб трекер наредне године. Дебитовао је на филму у Мокро и врело америчко лето (2001) као геј саветник, и ову улогу је поновио у веб-серији Wet Hot American Summer: First Day of Camp (2015). У акционој телевизијској серији Алијас (2001–2006), Купер је постигао одређени успех играјући споредну улогу Вила Типина, иако је значајнију улогу у серији имао само током првих неколико сезона.
Споредна улога у комерцијално успешном филму Ловци на деверуше (2005) побољшала је његову каријеру, али је такође довела и до тога да буде типизован као најбољи пријатељ главних ликова у комедијама као што је то било у филмовима попут Намештаљка (2006), Рокер (2008) и Ти га просто не занимаш (2009). Упоредо током овог периода, Купер је наставио да игра у телевизијским серијама, попут ситкома Kitchen Confidential (2005), као и у позоришној продукцији Three Days of Rain (2006). Међутим, серија је отказана након само четири епизоде због ниске гледаности. Пробој у каријери доживео је улогом неопрезног наставника у комедији Тода Филипса Мамурлук у Вегасу (2009), која је постала један од филмова са највећом зарадом међу филмовима са ознаком R. Купер је наставио да се појављује у филмовима који су остварили успех на благајнама, укључујући The A-Team (2010), Безгранично и Мамурлук у Бангкоку, оба из 2011.
Купер је 2012. глумио у четири филма, укључујући критички признате Кућа иза борова и У добру и у злу. Његова глума у овом другом филму била је посебно хваљена, и донела му је номинацију за Оскара за најбољег глумца, поред других награда. Његов углед наставио је да расте улогама у успешним филмовима као што су Америчка превара (2013), Чувари галаксије и Снајпериста, оба из 2014. После номинација за Оскара за улоге у Америчкој превари и Снајперистаи, постао је десети глумац у историји који је три године заредом добијао номинације за Оскара. Купер се вратио позоришту у представи The Elephant Man (2014) бродвејске продукције, играјући тешко деформисаног Џозефа Мерика. Његова изведба добила је похвале критичара и номинацију за награду Тони за најбољег глумца у позоришној представи. Његови филмови Aloha, Загорео и Џој из 2015. године нису постигли велики успех на благајнама. Године 2016. појавио се у комичној драми Пси рата, коју је и копродуцирао са Тодом Филипсом у оквиру њихове продукцијске куће Joint Effort.
Године 2018, Купер је режирао свој први филм, музичку романтичну драму Звезда је рођена, у којој је такође глумио и допринео сценарију, продукцији и саундтреку, заједно са Лејди Гагом. Саундтрек је достигао прво место на топ-листама у Великој Британији и Ирској, а песма Shallow заузела је прво место у Ирској. Године 2019, Купер је продуцирао психолошки трилер Џокер, заснован на истоименом лику из Ди-Си комикса. То је постао први филм са ознаком R који је зарадио више од милијарду долара.

## Филмови
| Not yet released | Означава дела која још нису објављена |

| Год.  | Наслов                                    | Улога                   | Напомена                                           | Реф.   |
| ----- | ----------------------------------------- | ----------------------- | -------------------------------------------------- | ------ |
| 2001. | Мокро и врело америчко лето               | Ben                     |                                                    | [ 14 ] |
| 2002. | Кобно престројавање                       | Гордон Пинела           | обрисана сцена                                     | [ 15 ] |
| 2002. | Моје мало око                             | Травис Патерсон         |                                                    | [ 16 ] |
| 2002. | Кршење свих правила                       | Џеф                     |                                                    | [ 17 ] |
| 2005. | Ловци на деверуше                         | Закари Сак Лоџ.         |                                                    | [ 18 ] |
| 2006. | Намештаљка                                | Демо                    |                                                    | [ 19 ] |
| 2007. | Најлуђи тим                               | каубој                  |                                                    | [ 20 ] |
| 2008. | Америчко зло                              | Лук Питерсон            |                                                    | [ 21 ] |
| 2008. | Рокер                                     | Треш Грајс              |                                                    | [ 22 ] |
| 2008. | Поноћни воз смрти                         | Леон Кофман             |                                                    | [ 23 ] |
| 2008. | Увек реци да                              | Питер                   |                                                    | [ 24 ] |
| 2009. | Ти га просто не занимаш                   | Бен Гандерс             |                                                    | [ 25 ] |
| 2009. | Мамурлук у Вегасу                         | Фил Венек               |                                                    | [ 6 ]  |
| 2009. | Случај 39                                 | Даглас Џеј Ејмс         |                                                    | [ 26 ] |
| 2009. | Све о Стиву                               | Стив Милер              |                                                    | [ 27 ] |
| 2009. | Њујорк, волим те                          | Гас Купер               | Појављује се у сегменту који је режирао Ален Хјуз. | [ 28 ] |
| 2010. | Дан заљубљених                            | Холден Вилсон           |                                                    | [ 29 ] |
| 2010. | Brother's Justice                         | себе / Двајт Сејџ       |                                                    | [ 30 ] |
| 2010. | А-тим                                     | Артур Пек               |                                                    | [ 31 ] |
| 2011. | Безгранично                               | Едвард Мора             | такође извршни продуцент                           | [ 32 ] |
| 2011. | Мамурлук у Бангкоку                       | Фил Венек               |                                                    | [ 33 ] |
| 2011. | Kaylien                                   | отац                    | кратки филм                                        | [ 34 ] |
| 2012. | Плагијатор                                | Рори Џенсен             | такође извршни продуцент                           | [ 35 ] |
| 2012. | Зграби и бежи                             | Алекс Димитри           |                                                    | [ 36 ] |
| 2012. | Кућа из борова                            | Ејвери Крос             |                                                    | [ 37 ] |
| 2012. | У добру и у злу                           | Пат Солтано Млађи       | такође извршни продуцент                           | [ 38 ] |
| 2013. | Мамурлук 3                                | Фил Венек               |                                                    | [ 39 ] |
| 2013. | Америчка превара                          | Ричи Димазо             | такође извршни продуцент                           | [ 40 ] |
| 2014. | Чувари галаксије                          | Рокет                   | глас                                               | [ 41 ] |
| 2014. | Серена                                    | Џорџ Пембертон          |                                                    | [ 42 ] |
| 2014. | Амерички снајпер                          | Крис Кајл               | такође продуцент                                   | [ 43 ] |
| 2015. | Aloha                                     | Брајан Гилкрест         |                                                    | [ 44 ] |
| 2015. | Загорео                                   | Адам Џоунс              |                                                    | [ 45 ] |
| 2015. | Џој                                       | Нил Вокер               |                                                    | [ 46 ] |
| 2016. | Улица Кловерфилд број 10                  | Бен                     | глас                                               | [ 47 ] |
| 2016. | Пси рата                                  | Хенри Жирар             | такође продуцент                                   | [ 48 ] |
| 2017. | Чувари галаксије 2                        | Рокет                   | глас и покретно снимање                            | [ 49 ] |
| 2018. | Осветници: Рат бескраја                   | Рокет                   | глас                                               | [ 50 ] |
| 2018. | Звезда је рођена                          | Jackson Maine           | такође редитељ, сценариста и продуцент             | [ 51 ] |
| 2018. | Мула                                      | Колин Бејтс             |                                                    | [ 52 ] |
| 2019. | Осветници: Крај игре                      | Рокет                   | глас                                               | [ 53 ] |
| 2019. | Џокер                                     | Н/Д                     | продуцент                                          | [ 54 ] |
| 2021. | Пица од сладића                           | Џон Питерс              |                                                    | [ 55 ] |
| 2021. | Алеја ноћних мора                         | Стентон „Стен” Карлизли | такође продуцент                                   | [ 56 ] |
| 2022. | Тор: Љубав и гром                         | Рокет                   | глас                                               | [ 57 ] |
| 2023. | Dungeons & Dragons: Оданост међу лоповима | Марламин                | камео                                              | [ 58 ] |
| 2023. | Чувари галаксије 3                        | Рокет                   | глас                                               | [ 59 ] |
| 2023. | Maestro                                   | Ленард Бернстајн        | такође редитељ, сценариста и продуцент             | [ 60 ] |
| 2024. | Измишљени пријатељи                       | Ајс                     | глас                                               | [ 61 ] |

## Телевизија
| Год.        | Наслов                                     | Улога              | Напомена                                                                    | Реф.                 |
| ----------- | ------------------------------------------ | ------------------ | --------------------------------------------------------------------------- | -------------------- |
| 1999.       | Секс и град                                | Џејк               | епизода: They Shoot Single People, Don't They?                              | [ 62 ]               |
| 2000.       | Wall to Wall Records                       | непознато          | телевизијски филм                                                           | [ 63 ]               |
| 2000–2001.  | The Street                                 | Клеј Хамонд        | 5 епизода                                                                   | [ 64 ]               |
| 2000–2001.  | Globe Trekker                              | себе               | 9 епизода                                                                   | [ 65 ]               |
| 2001–2006.  | Алијас                                     | Вил Типин          | 46 епизода                                                                  | [ 66 ]               |
| 2003.       | Последњи каубој                            | Морган Мерфи       | телевизијски филм                                                           | [ 67 ]               |
| 2003.       | Miss Match                                 | Гери               | епизода: I Got You Babe                                                     | [ 68 ]               |
| 2004.       | I Want to Marry Ryan Banks                 | Тод Дохерти        | телевизијски филм                                                           | [ 69 ]               |
| 2004.       | Touching Evil                              | Марк Риверс        | 6 епизода                                                                   | [ 70 ]               |
| 2004–2005.  | Jack & Bobby                               | Том Векслер Грејем | 14 епизода                                                                  | [ 71 ]               |
| 2005.       | Ред и закон: Одељење за специјалне жртве   | Џејсон Витакер     | епизода: Night                                                              | [ 72 ]               |
| 2005.       | Ред и закон: Суђење пред поротом           | Џејсон Витакер     | епизода: Day                                                                | [ 73 ]               |
| 2005–2006.  | Kitchen Confidential                       | Џек Бурдејн        | 13 епизода                                                                  | [ 5 ]                |
| 2007–2009.  | Режи ме                                    | Ејдан Стоун        | 6 епизода                                                                   | [ 74 ]               |
| 2009, 2013. | Уживо суботом увече                        | домаћин / себе     | епизода: Bradley Cooper/TV on the Radio Зак Галифанакис/Of Monsters and Men | [ 75 ] [ 76 ] [ 77 ] |
| 2015.       | Wet Hot American Summer: First Day of Camp | Бен                | 7 епизода                                                                   | [ 78 ]               |
| 2015–2016.  | Limitless                                  | Еди Морав          | 4 епизода; такође извршни продуцент                                         | [ 79 ]               |
| 2022–2023.  | I Am Groot                                 | Рокет              | глас; епизода: Magnum Opus и Groot's Snow Day                               | [ 80 ]               |
| 2022.       | Чувари галаксије: Празнични специјал       | Рокет              | глас; телевизијски специјал                                                 | [ 81 ]               |
| 2023.       | Marvel Studios: Assembled                  | себе               | епизода: The Making of Guardians of the Galaxy Vol. 3                       |                      |
| 2023.       | FDR                                        | Н/Д                | извршни продуцент                                                           | [ 82 ]               |
| 2024.       | Abbott Elementary                          | себе               | епизода: Willard R. Abbott                                                  |                      |

## Позориште
| Год.       | Наслов             | Улога     | Позориште                                | Реф.   |
| ---------- | ------------------ | --------- | ---------------------------------------- | ------ |
| 2006.      | Three Days of Rain | Пип/Тео   | Позориште Бернард Б. Џејкобс             | [ 83 ] |
| 2008.      | The Understudy     | Џејк      | Вилијамстаун Театар фестивал             | [ 84 ] |
| 2014–2015. | The Elephant Man   | Џон Мерик | Бут позориште/ Позорише Ројал, Хејмаркет | [ 85 ] |